# Cziflik (gmina Demir Kapija)
Cziflik (mac. Чифлик) – wieś w południowej Macedonii Północnej, terytorialnie i administracyjnie należąca do gminy Demir Kapija. Według stanu na 2002 rok jej liczebność wynosiła 90 mieszkańców.

położenie wsi na mapie gminy

Według danych ze spisu powszechnego przeprowadzonego w 2002 roku, wieś Cziflik zamieszkiwało 90 osób deklarujących następującą narodowość: 
- Macedończycy – 89 (98,89%)
- Inni – 1 (1,11%)